# Мадисон (Мэн)
Ма́дисон (англ. Madison) — американский город в округе Сомерсет, Мэн. Ведет свою историю с первых поселений основанных английскими колонистами около 1773 года. Получил статус города 7-го марта 1804 года, был назван в честь четвёртого президента США Джеймса Мэдисона. По данным переписи 2010 года население составляло 4 855 человек. ZIP-код 04950.

## Население
По данным переписи 2010 года население составляло 4 855 человек, в городе проживало 1 271 семей, находилось 1 976 домашних хозяйств и 2 478 строений с плотностью застройки 18,5 строения на км². Плотность населения 36,1 человека на км². Расовый состав населения: белые — 97,5 %, афроамериканцы — 0,4 %, коренные американцы (индейцы) — 0,6 %, азиаты — 0,4 %, представители двух или более рас — 1,1 %. Испаноязычные составляли 0,9 % населения.
В 2000 году средний доход на домашнее хозяйство составлял $30 528 USD, средний доход на семью $36 750 USD. Мужчины имели средний доход $30 179 USD, женщины $20 827 USD. Средний доход на душу населения составлял $16 698 USD. Около 9,3 % семей и 13,7 % населения находятся за чертой бедности, включая 20,9 % молодежи (до 18 лет) и 11,1 % престарелых (старше 65 лет).